# Teatro Gaudí de Barcelona
El Teatro Gaudí de Barcelona, con las siglas (TGB), es un espacio teatral que abrió sus puertas el mes de febrero de 2008.
Está ubicado en el número 120 de la calle San Antonio María Claret. El local había sido un antiguo supermercado.
Cuenta con dos salas: una grande, la sala La Claca, con un escenario a cuatro lados y 216 localidades, y otra pequeña, la Sala Teresa Calafell, con unos setenta metros cuadrados y un escenario frontal para espectáculos de pequeño formato.